# Hypsiboas cipoensis
Espèce
Synonymes
- Hyla polytaenia cipoensis Lutz, 1968
- Hyla cipoensis Lutz, 1968

Statut de conservation UICN

 NT  : Quasi menacé
Hypsiboas cipoensis est une espèce d'amphibiens de la famille des Hylidae.

## Répartition
Cette espèce est endémique de l'État du Minas Gerais au Brésil. Elle se rencontre dans les montagnes du centre de l’État, au-dessus de 900 m d'altitude,.

## Étymologie
Son nom d'espèce, composé de cipo et du suffixe latin -ensis, « qui vit dans, qui habite », lui a été donné en référence au lieu de sa découverte, la Serra do Cipó.

## Galerie

Hypsiboas cipoensis
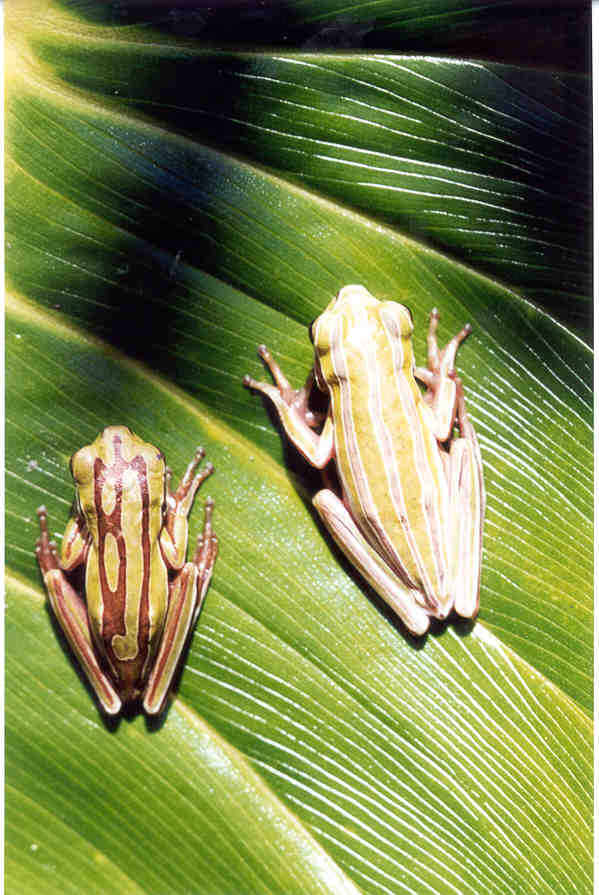
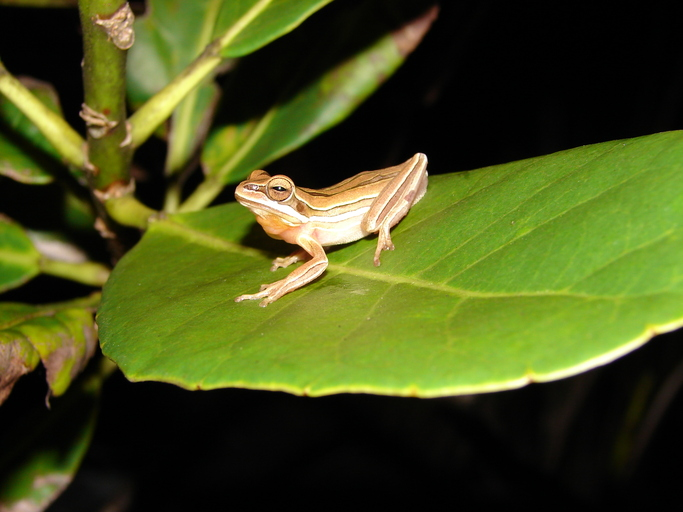

## Publication originale
- Lutz, 1968 : Geographic variation in Brazilian species of Hyla. Pearce-Sellards Series, Texas Memorial Museum, vol. 12, p. 3-13.